# Drugie śniadanie

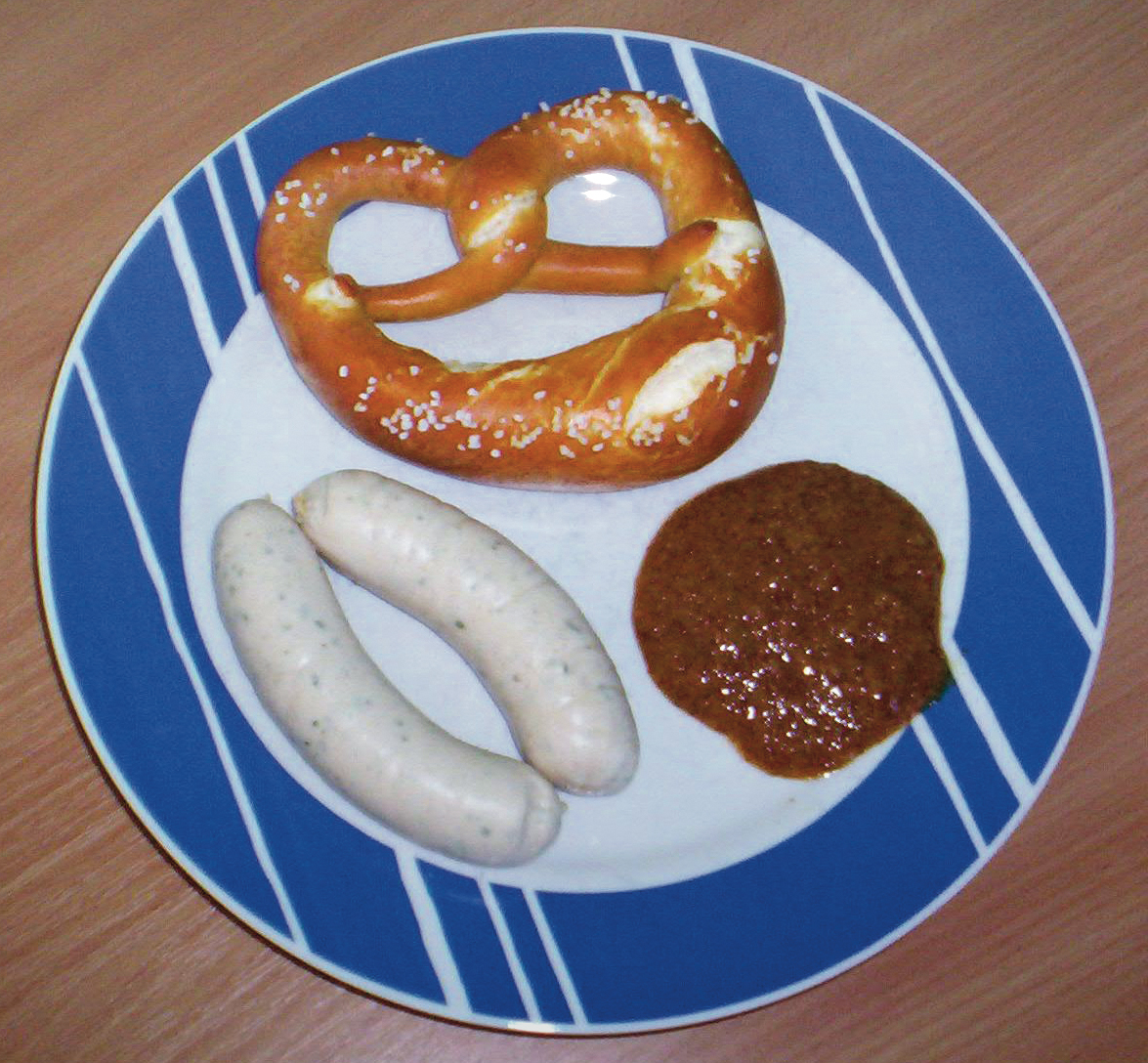
Na talerzu przykładowe niemieckie drugie śniadanie: biała kiełbasa, słodka musztarda i precel

Drugie śniadanie – zazwyczaj drugi posiłek w ciągu dnia, spożywany między śniadaniem a obiadem (najczęściej między godziną 10 a południem).

## Na świecie
W Polsce drugie śniadanie jest zazwyczaj utożsamiane z lunchem, stosunkowo lekkim posiłkiem składającym się z kanapek lub lekkich potraw czy przekąsek w rodzaju jogurtu lub twarogu. W firmach korporacyjnych drugie śniadanie jest stopniowo wypierane przez brunch.
Drugie śniadanie (niem. Zweites Frühstück) jest również spożywane w Niemczech, a zwłaszcza w Bawarii. Najczęściej głównym składnikiem niemieckiego drugiego śniadania jest biała kiełbasa, którą podaje się z preclami, słodką musztardą i piwem.

## Drugie śniadanie w fantastyce
W Hobbicie J.R.R. Tolkiena drugie śniadanie było jednym z sześciu posiłków, które dobrze odżywiony hobbit zjadał w ciągu dnia.